# ایوان بورن
متیو جوزف کورکلان (به انگلیسی: Matthew Joseph Korklan) یک کشتی‌گیر حرفه‌ای آمریکایی متولد ۱۹ مارس ۱۹۸۳ (میلادی) است که با نام ایوان بورن، در مسابقات کشتی حرفه‌ای شرکت می‌کند. اوون بورن از سال ۲۰۰۰، تاکنون در این رشته، و در مسابقات نوع راو فعال بوده‌است.

یکی از ضربات اختصاصی اوون بورن با نام «Air Bourne» که در برابر کریس جریکو در ۲۰۱۰ انجام می‌دهد.